# Collegio uninominale Campania 2 - 08
Il collegio elettorale uninominale Campania 2 - 08 è stato un collegio elettorale uninominale della Repubblica Italiana per l'elezione della Camera dei deputati ta il 2017 ed il 2022.

## Territorio
Come previsto dalla legge elettorale italiana del 2017, il collegio era stato definito tramite decreto legislativo all'interno della circoscrizione Campania 2.
Era formato dal territorio di 19 comuni: Amalfi, Atrani, Baronissi, Cava de' Tirreni, Cetara, Conca dei Marini, Fisciano, Furore, Maiori, Mercato San Severino, Minori, Pellezzano, Positano, Praiano, Ravello, Salerno, Scala, Tramonti e Vietri sul Mare.
Il collegio era quindi interamente compreso nella provincia di Salerno e faceva parte del collegio plurinominale Campania 2 - 03.

## Eletti
| Elezione | Elezione | Deputato        | Partito            |
| -------- | -------- | --------------- | ------------------ |
|          | 2018     | Nicola Provenza | Movimento 5 Stelle |

## Dati elettorali

### XVIII legislatura
Come previsto dalla legge elettorale, 232 deputati erano eletti con sistema a maggioranza relativa in altrettanti collegi uninominali a turno unico.
| Candidati              | Candidati                 | Voti    | %     | Liste                           | Voti    | %     |
| ---------------------- | ------------------------- | ------- | ----- | ------------------------------- | ------- | ----- |
|                        | Nicola Provenza ✔️ Eletto | 67 635  | 40,84 | Movimento 5 Stelle              | 67 635  | 40,84 |
|                        | Gennaro Esposito          | 45 229  | 27,31 | Forza Italia                    | 27 056  | 16,34 |
| Fratelli d'Italia      | Gennaro Esposito          | 45 229  | 27,31 | 8 254                           | 4,98    |       |
| Lega                   | Gennaro Esposito          | 45 229  | 27,31 | 8 113                           | 4,90    |       |
| Noi con l'Italia - UDC | Gennaro Esposito          | 45 229  | 27,31 | 1 806                           | 1,09    |       |
|                        | Piero De Luca             | 38 305  | 23,13 | Partito Democratico             | 31 486  | 19,01 |
| +Europa                | Piero De Luca             | 38 305  | 23,13 | 3 818                           | 2,31    |       |
| Italia Europa Insieme  | Piero De Luca             | 38 305  | 23,13 | 2 179                           | 1,32    |       |
| Civica Popolare        | Piero De Luca             | 38 305  | 23,13 | 822                             | 0,50    |       |
|                        | Carmine Ansalone          | 6 971   | 4,21  | Liberi e Uguali                 | 6 971   | 4,21  |
|                        | Pio De Felice             | 2 854   | 1,72  | Potere al Popolo!               | 2 854   | 1,72  |
|                        | Raffaele Adinolfi         | 1 506   | 0,91  | Il Popolo della Famiglia        | 1 506   | 0,91  |
|                        | Francesco Vota            | 1 065   | 0,64  | CasaPound                       | 1 065   | 0,64  |
|                        | Giovanna Picardi          | 823     | 0,50  | Italia agli Italiani            | 823     | 0,50  |
|                        | Alessandro Sergio         | 613     | 0,37  | Partito Comunista               | 613     | 0,37  |
|                        | Anna Guariniello          | 225     | 0,14  | Partito Valore Umano            | 225     | 0,14  |
|                        | Valentina Curci           | 200     | 0,12  | Per una Sinistra Rivoluzionaria | 200     | 0,12  |
|                        | Franco Petrillo           | 165     | 0,10  | 10 Volte Meglio                 | 165     | 0,10  |
| Totale                 | Totale                    | 165 591 | 100   |                                 | 165 591 | 100   |
|                        |                           |         |       |                                 |         |       |
| Voti non validi        | Voti non validi           | 6 013   | 3,50  |                                 |         |       |
| Votanti                | Votanti                   | 171 604 | 72,78 |                                 |         |       |
| Elettori               | Elettori                  | 235 773 |       |                                 |         |       |